# 拳銃無宿 (テレビドラマ)
『拳銃無宿』（けんじゅうむしゅく、英語: Wanted Dead or Alive）は、1958年9月6日から1961年3月29日までアメリカのCBSで放送されていたテレビドラマである。

## 概要
賞金稼ぎの主人公ジョッシュ・ランダルが、賞金首を追うさなかにさまざまな事件に遭遇する模様を描いた西部劇である。原題の "Wanted Dead or Alive" とは「お尋ね者、生死を問わず」の意味で、懸賞金を掛けられた賞金首の手配書の見出しに使われていた言葉である。
主演はスティーブ・マックイーン。ランダルのキャラクターは、元々はロバート・カルプ主演のテレビドラマ『トラックダウン』のゲストキャラクターであったが、これを演じたマックイーンの評判が良かったことから新たに独立した番組（スピンオフ）として企画されたのが本作である。ランダルは、このドラマの中で既にランダル銃（メアーズレッグ）を使用している。本作への出演によって人気の出たマックイーンは、このあとスター街道を駆け上っていく。
本作の設定を流用した、続編に当たる作品も制作されている。1965年頃には番組プロデューサーによって劇場版が企画されたが、資金の問題で断念されている。
オリジナル版は白黒映像だが、現在発売中のDVDはカラー映像である。

## ランダルカスタム（ランダル銃）
ランダルカスタムはレバーアクションライフルのウィンチェスターM1892の銃身を切り詰めたソード・オフ（鋸でカット）したような改造を施した上、ループレバー（手を入れる部分を大きく広げた可動用心鉄。ジョン・ウェインが『駅馬車』や『勇気ある追跡』やその他の作品で使用したウェイン特製のM92カービンでも見ることができる）を取り付けた改造銃である。銃身と共に管状弾倉も短縮化されてしまっているので装弾数はオリジナルより劣るが、ブランクカートリッジの最大装填数は弾倉内に6発装填出来る。
ループレバーを取り付けると、ランダル銃自体をクルリと一回転させるスピンコックより片手装填できるようになり、腰に吊したホルスターから拳銃のように抜き撃ち可能となるアクションから人気を呼んだ。このスタイルは『風来坊探偵シリーズ』でも採用されており、ウィンチェスターM1892を千葉真一の腕の長さに合わせてカスタマイズし、本作をオマージュしている。
実際のM92では一回転させるとカートリッジは空中に放出されるそうである。日本ではモデルガンメーカーが主人公の名を取って「ランダルカスタム」と呼び（それまでは「ランダル銃」と呼ばれた）、放送から50年近くたった後でもモデルガンやエアソフトガンが発表されている。アメリカでは散弾銃を切り詰めたものをホグスレッグ（hog's leg: 豚の後脚）とスラングで呼ぶことになぞらえ、この銃はメアーズレッグ（mare's laig: 雌馬の後脚）と呼ばれていた（どこの資料にも laig と記載されている）。
試作時に反動が強くなりすぎたため、ランダルカスタムは実際の撮影では装薬量を4分の1に減らして使用された。それでも撮影当初は警察当局の立会いが必要であった。M1873はコルト・フロンティアシックスシューター（西部劇に一番多く出てくる回転式拳銃）と同じ44-40拳銃弾を使用するため、銃がより重いために反動は拳銃より小さく、ソード・オフしても反動が強くなりすぎることはない。対してM1892は拳銃弾よりも強力な32-20ライフル弾を使用した本格的なライフル銃となるため、ソード・オフすると跳ね上がるので、コントロールを容易にすべく装薬量を減らして対処する必要があった。空包には反動は無いとの証言もある。また、小型化した銃床に肩付けできないのも反動が強くなった一因である（ライフルを構える場合、両手と肩を使う三点保持だが、ランダル銃は両手による二点保持な上、場合によっては片手のみの一点保持になるので、安定性と反動吸収効率が良くない。空包は5-IN1（ファイブ・イン・ワン）ブランクカートリッジが使われた。38-40 and .44-40 Winchester rifles and but also .45 Colt.44 Special, .44 Magnum, and .410 gauge firearms. 5-in-1 blanks は2種類のライフル、3種類のリボルバーに使える空包のこと。
時代設定（1870年代）からすると、モデルは「西部を征服した銃」のニックネームを持つウィンチェスターM1873であるのが妥当である。しかし、この当時の西部劇では時代背景に関係なく、ウィンチェスターライフルはM1873の後継機であるM1892を使用するのが普通だった。これは当時、稀少品であるM1873を撮影用に数多く揃えられなかったのと、1970年代までウィンチェスター社でM1892を生産しており、入手の容易さが圧倒的に違ったためであり（M1873ほか、ヘンリーライフルやレミントンM1868ニューアーミーなど西部開拓時代の各種レプリカ銃器が出回るようになったのは、1980年代になってからである）、時代考証的には間違いであろうと一概に非難できない事情がある。また放送当時、マックイーンがM1892をベースにランダルカスタムを作らせたとの話もある。メアーズレッグは2種類（前期型、後期型）があり、前期型は銃身が丸型、後期型は銃身が八角形でマックイーンが扱いやすくするため細部にわたり特注したものである。

## データ

### アメリカ版
- 制作：フォースター・プロダクション
- 放送局：CBSネット
- 放送期間：1958年9月6日 - 1961年3月29日
- 話数：全94話（第1シーズン：36話、第2シーズン：32話、第3シーズン：26話）
- 監督：トーマス・カー（英語版）、リチャード・ドナー、ロナルド・マクドゥガル（英語版）、R・G・スプリングスティーン（英語版）
- 共演：ジョー・デ・サンティス、他[3]

### 日本語版
- フジテレビ版：フジテレビ系列局では1959年12月6日から1961年12月30日まで、初回のみ日曜 20:00 - 20:30、第2回の12月12日以降は毎週土曜 19:30 - 20:00 （日本標準時）に富士重工（現・SUBARU）の一社提供で放送[4]。
- 日本テレビ版：日本テレビ系列局では1967年2月19日から1967年8月27日まで、毎週日曜 18:00 - 18:30 （日本標準時）に放送。同系列局では『ガンファイター』と題して放送されていた。日本テレビが定めるNSP該当番組（PT番組）であり、ノンスポンサーで放送されていた。全26話。
- 吹き替え担当者：宮部昭夫[5]、大辻伺郎[6]、寺田農。いずれもランダル役で、放送時期によって換えられていた。
- 2001年7月29日から2003年1月28日にかけて、スカイパーフェクTV!のスーパーチャンネル（現：スーパー!ドラマTV）で上記の吹き替え版全78話分がカラーライズで再放送された。[7]
- 2021年8月13日に全94話を収録した全5巻・35枚組のDVDがコズミック出版から発売された。第1巻から第4巻（全78話分）については吹替版と字幕版を選べるが、第5巻（全16話分）については字幕版しか選べない[8][9][10][11][12]。

## 続編
『ウォンテッド』（Wanted: Dead or Alive）は、1987年にアメリカで制作・放送されたアクション映画である。
先祖代々バウンティ・ハンターを生業とする主人公ニック・ランダルがテロリストと戦う。「ひい爺さんのジョッシュが…」という台詞があったり、拳銃でなくソード・オフの散弾銃を愛用するなど、『拳銃無宿』との関連が各所で謳われているが、別物のアクション映画として楽しむ程度の作品である。
主演はルトガー・ハウアー。キッスのジーン・シモンズが敵のテロリスト役で出演している。
日本では1988年8月20日に『ゴールデン洋画劇場』で放送された。本作では、堀勝之祐がルドガーの吹き替えを担当した。なお、『ブレードランナー』においてルトガーの吹き替えを担当したのは、『拳銃無宿』でランダル役を演じた寺田農である。
2004年10月29日に、本作の吹き替え版を収録したDVDが東宝から発売された。その後も2011年3月29日にビデオメーカーからDVDが発売されたが、こちらは吹き替え収録なしとなっている。

### キャスト
- ニック：ルトガー・ハウアー（吹き替え：堀勝之祐）
- マラク：ジーン・シモンズ（吹き替え：小林勝彦）
- ウォーカー：ロバート・ギローム（吹き替え：石田太郎）
- テリー：メル・ハリス（英語版）（吹き替え：鈴木弘子）
- リプトン：ジェリー・ハーディン（吹き替え：大塚周夫）
- クインツ：ウィリアム・ラス

### スタッフ
- 監督：ゲイリー・シャーマン（英語版）
- 製作：ロバート・C・ピータース
- 脚本：ゲイリー・シャーマン、マイケル・パトリック・グッドマン、ブライアン・タガート
- 翻訳：入江淳子
- 演出：藤山房延